# Dissimulation de preuves
Dissimulation de preuves (Doctored Evidence, dans les éditions originales en anglais) est un roman policier américain de Donna Leon publié en 2004. C'est le 13e roman de la série mettant en scène le personnage de Guido Brunetti.

## Résumé
Le docteur Carlotti trouve sa patiente Maria Grazia Battestini assassinée chez elle. Pour l’inspecteur Scarpa qui enquête d’abord, c'est l'œuvre de la femme de ménage roumaine Florinda Ghiorghiu qui, traquée par la police avec 700€ en poche disparaît sous un train. Mais les révélations de Graziella Gismondi, une voisine de madame Battestini qui rentre de voyage, viennent heureusement bouleverser ce scénario simpliste. C’est elle qui avait donné l’argent à l’employée, qui n’a donc pas assassiné son employeuse acariâtre et avare. Le commissaire Brunetti decide alors de traquer le vrai coupable, contre l’avis de l’inspecteur Scarpa qui veut incriminer Gismondi. Il mène l’enquête dans l’entourage de la victime, remonte les fils par son mari et son fils jusqu’à la découverte du financement mis en place par le fils Battestini basé sur le chantage du fils de Mme Battestini envers Mauro Rossi, directeur de la commission des affaires scolaires de Venise. 

## Éditions
Éditions originales en anglais
- (en) Donna Leon, Doctored Evidence, Londres, William Heinemann, 18 mars 2004, 288 p. (ISBN 978-0-87113-918-4) — Édition britannique
- (en) Donna Leon, Doctored Evidence, New York, Atlantic Monthly Press, 3 mars 2004, 256 p. (ISBN 978-0-87113-918-4, LCCN 2003063941) — Édition américaine

Éditions françaises
- Donna Leon (auteur) et William Olivier Desmond (traducteur) (trad. de l'anglais), Dissimulation de preuves [« Doctored Evidence »], Paris, Calmann-Lévy, coll. « Calmann-Lévy suspense », 21 février 2007, 285 p. (ISBN 978-2-7021-3751-2, BNF 40987035)
- Donna Leon (auteur) et William Olivier Desmond (traducteur) (trad. de l'anglais), Dissimulation de preuves [« Doctored Evidence »], Paris, Points, coll. « Points policier » (no P1883), 6 mars 2008, 296 p. (ISBN 978-2-7578-0278-6, BNF 41230877)

## Adaptation télévisée
Le roman a fait l'objet d'une adaptation pour la télévision, en 2005, sous le même titre français (titre allemand original : Beweise, dass es böse ist), dans le cadre de la série Commissaire Brunetti dans une réalisation de Sigi Rothemund, produite par le réseau ARD et initialement diffusée le 13 octobre 2005.